# Gökçebey
Gökçebey est une ville et un district de la province de Zonguldak dans la région de la mer Noire en Turquie.